# NS Financial Services Company

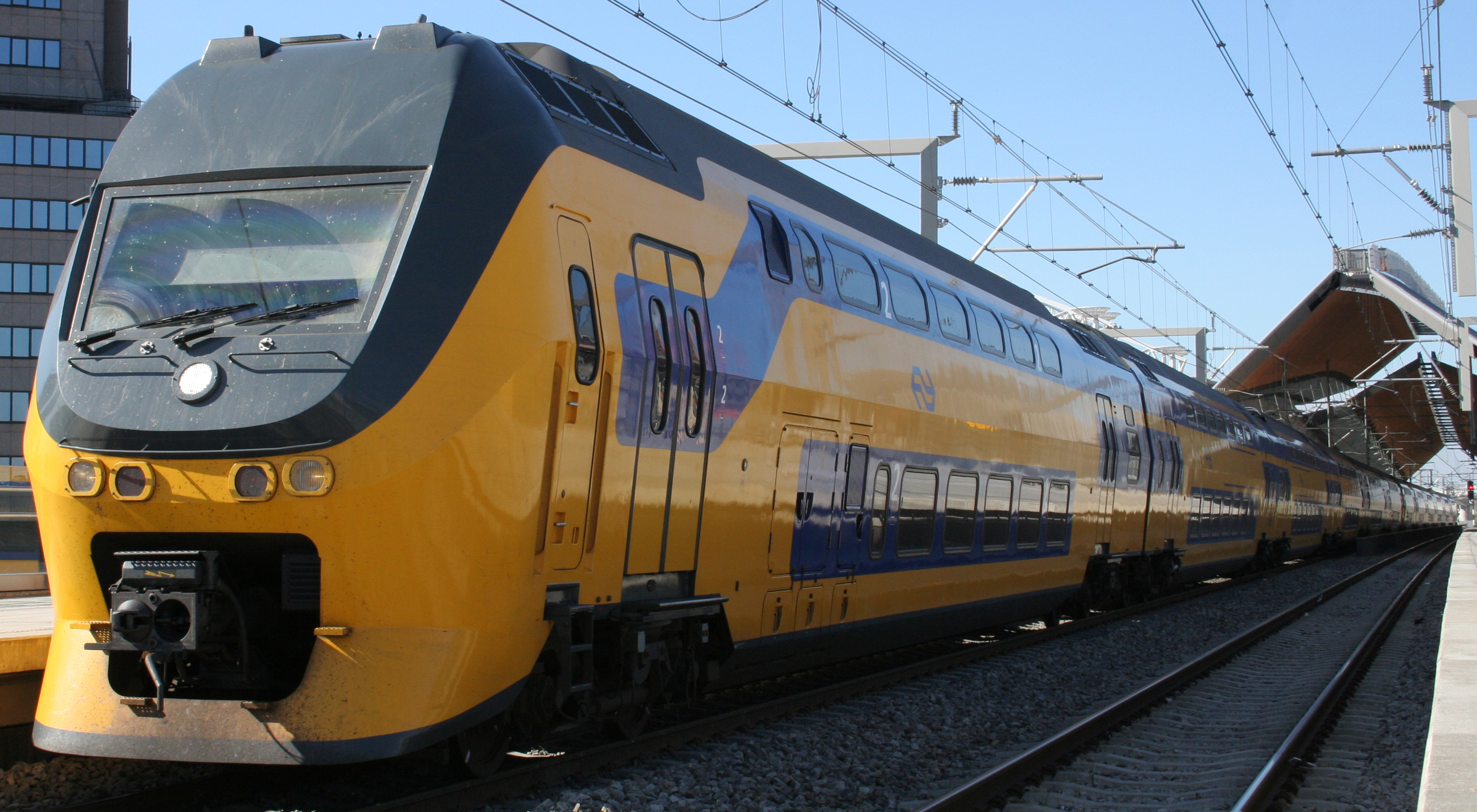
VIRM-VI te Amsterdam Bijlmer ArenA.

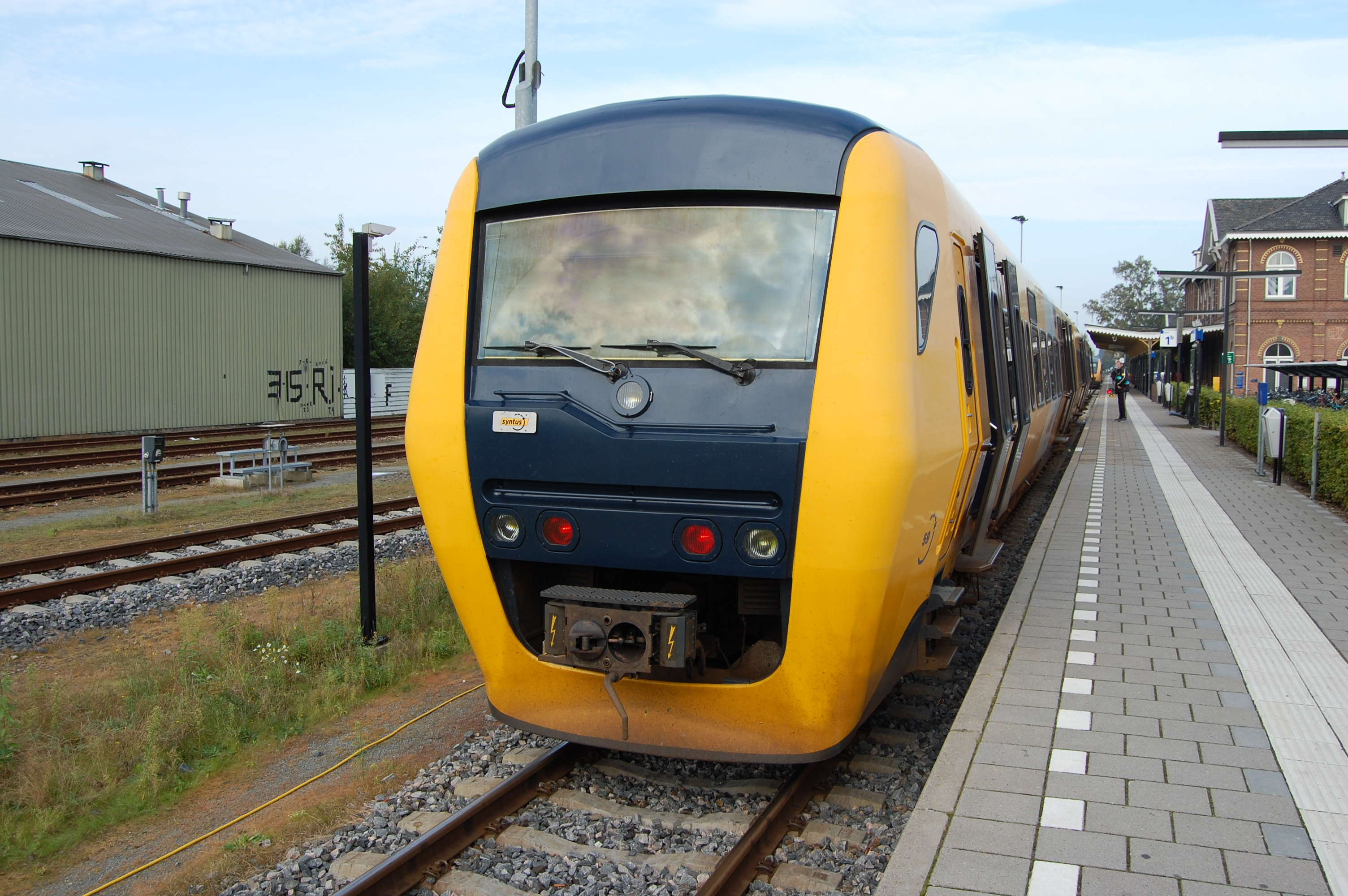
DM '90 te Winterswijk.

NS Financial Services Company (NSFSC) is een Ierse lease-maatschappij die begin 1999 werd opgericht als dochteronderneming van de NS Groep gevestigd in Dublin. Het bedrijf werd eigenaar van een groot deel van het rollend materieel van de NS. Naast de lease-activiteiten werd de NSFSC actief als verkoper van gebruikt materieel.
NS Financial Services Company verhuurt haar materieel voornamelijk aan vervoerders die actief zijn op de Nederlandse markt. De grootste afnemer van materieel is NS Reizigers. Daarnaast verhuurt het bedrijf materieel aan Keolis Nederland en Connexxion. NoordNed, diens opvolger Arriva en Veolia huurden eerder materieel bij de NSFSC. Vaak betrof dit een korte termijn, terwijl men op de levering van eigen materieel wachtte.
De Nederlandse rijksoverheid heeft met NS afspraken gemaakt over de afbouw van de activiteiten van de NSFSC, omdat de constructie de Nederlandse belastingbetaler veel geld kost. Vanaf 1998 heeft deze constructie de NS 270 miljoen euro aan belastingbesparing opgeleverd.
Op 25 april 2019 werd bekend dat de NSFSC een koper had gevonden voor de laatste serie Coradia LINT's die nog in bezit van de leasemaatschappij was. Na deze verkoop werd bekend dat de NSFSC formeel was opgeheven. Al het materieel waarvan NS gebruikmaakt is nu ondergebracht bij NS-dochter NS Lease B.V.

## Vloot
Het materieelbestand van NS Financial Services Company bestaat momenteel uit:
| Materieeltype     | Aantal                                                | Materieelnummers                 | Huurder                        |
| ----------------- | ----------------------------------------------------- | -------------------------------- | ------------------------------ |
| SGMm              | tweedelig: 12 treinstellen driedelig: 25 treinstellen |                                  | NS Reizigers                   |
| VIRM              | vierdelig: 13 treinstammen zesdelig: 33 treinstammen  | 9501 - 9525 8701 - 8746          | NS Reizigers                   |
| DM '90            | tweedelig: 27 treinstellen                            | 3427 - 3453                      | momenteel niet verhuurd        |
| Coradia LINT 41/H | tweedelig: 25 treinstellen (- 1 gesloopt)             | 21 - 30, 32 - 45                 | Keolis Nederland               |
| Coradia LINT 41   | tweedelig: 52 treinstellen                            | ?                                | Abellio Rail Mitteldeutschland |
| ICE-3M            | achtdelig: 3 treinstellen                             | 4651 - 4653 4654 verkocht aan DB | NS International               |
| NS 1800           | 14 locomotieven                                       | 1823, 1824, 1826 - 1837          | momenteel niet verhuurd        |
| G 400 B           | 13 locomotieven                                       | 701 - 713                        | NedTrain                       |
| Shimmns           | 96 goederenwagons                                     |                                  | DB Schenker Rail               |

## Voormalige vloot
| Materieeltype | Aantal                                                                             | Materieelnummers               | Verkocht |
| ------------- | ---------------------------------------------------------------------------------- | ------------------------------ | --- |
| Wadloper      | eendelig: 19 motorrijtuigen tweedelig: 31 treinstellen                             | 3101-3119 3201-3231            | 12 stuks aan Sigma Tabor (Polen) 10 stuks aan Trenes de Buenos Aires (TBA) in Argentinië 13 stuks aan Roemeense Trans Feroviar Calatori (TFC) |
| Plan V        | tweedelig: 70 treinstellen                                                         | 801 - 870                      | 70 stuks aan NS Reizigers |
| ICK           | 1e klas: 35 rijtuigen 2e klas: 93 rijtuigen 2e klas met bagageruimte: 18 rijtuigen |                                | 42 stuks aan Hector Rail 4 stuks aan Friese Stoomtrein Maatschappij                                                                           |
| Albatros      | achtdelig: 9 treinstellen                                                          | 4801 - 4809                    | AnsaldoBreda |
| MaK DE 6400   | 19 locomotieven                                                                    | 6424 - 6429, 6436 - 6447, 6520 | 19 stuks aan DB Schenker Rail |